# Фишер, Карл Андреевич
Карл Андреевич Фишер (1859, Королевство Пруссия — после 1923, Москва, СССР) — фотограф и предприниматель, прусский подданный; владелец одного из крупнейших фотографических заведений в Москве «К. Фишер, бывшая Дьяговченко». Член Московского общества любителей художеств (с 1893), один из основателей и член Русского фотографического общества (с 1894), член Совета Московского отделения Русского общества деятелей печатного дела (1905—1908).

## Биография
Родился в 1859 году. Профессиональную деятельность фотографа начал в 1878 году в Оренбурге. Владел фотографическими мастерскими в Самаре и Оренбурге. В 1889 году стал «преемником Придворной фотографии И. Дьяговченко». Это заведение досталось ему от вдовы Дьяговченко — Матрёны Яковлевны. До 1895 года на вывеске значилось слово «преемник», а затем заведение стало именоваться «Фотография К. А. Фишера, бывшая И. Дьяговченко», вероятно в связи с тем, что Фишер выкупил ателье у вдовы. С 1892 года К. А. Фишер стал «фотографом императорских театров», что ознаменовало последующий творческий расцвет мастера, продолжавшийся два десятилетия.
С 1892 года при ателье были открыты фотолитография, цинкография и художественная фототипия.
В 1894 году в Москве было основано Русское фотографическое общество (РФО), Фишер был одним из его основателей, а позднее и председателем (1898—1907), после чего был удостоен звания почётного члена РФО (с 1907). В январе 1912 года РФО присудил Фишеру золотую медаль — высшую награду общества. Занимался фотокопированием дагерротипов.
Фишер сделал большую подборку фотографий типов инородцев Оренбургского края (около 1000 снимков башкир и «киргизов»). Этот труд был отмечен золотой медалью Всероссийской выставки 1882 года. Эту коллекцию он передал в дар Московскому политехническому музею. Историческому музею в Москве он подарил собранную им в археологических экспедициях подборку древних артефактов. В 1901 году он был избран действительным членом Оренбургской учёной архивной комиссии.
После революции К. А. Фишер продолжал работать, хотя ателье его было уже закрыто. Последнее упоминание о Карле Андреевиче относится к 1923 году, когда он передал А. С. Голубкиной имеющиеся у него снимки А. Н. Островского для проекта памятника великому драматургу, впоследствии поставленному в Москве, у Малого театра. Дальнейшая судьба К. А. Фишера неизвестна.

## Фотоателье К. А. Фишера
Фотоателье Фишера располагалось на Кузнецком мосту в доме Тверского архиерейского подворья (в д. 11, позже в д. 21/5). В 1892 году он расширил ассортимент услуг, открыв при ателье художественную фототипию, цинкографию и фотолитографию «для всякого рода изданий». В ателье на Фишера в разное время работали фотографы М. А. Сахаров, В. И. Улитин, Д. Р. Вассерман, М. А. Бартошевич, ретушёры К. К. Краузе, А. Т. Трофимов и другие.
Карлом Фишером и его работниками была создана портретная галерея многих деятелей русской культуры рубежа XIX—XX веков. Среди них артисты (М. Н. Ермолова, И. М. Москвин, В. Э. Мейерхольд), писатели (Л. Н. Толстой, Л. Н. Андреев, А. П. Чехов), художники (И. Е. Репин, В. И. Суриков, М. А. Врубель), композиторы (П. И. Чайковский, С. В. Рахманинов) и многие другие.
Кроме московского, Фишер имел филиал фотографии в Мариинском театре в Петербурге. Ателье Фишера занималось не только портретной съёмкой, но и театральной, архитектурной, хроникальной.
В 1890—1910-х гг. мастера фотографии Фишера достигли значительных успехов в съёмке театральных сцен, представлявших в то время определённые трудности, в связи с несовершенством фототехники. Фишеру удалось сделать снимки спектаклей Большого и Малого театров, Московского художественного театра, Московской частной русской оперы С. И. Мамонтова и «Оперы С. И. Зимина».
Фишер сотрудничал с Третьяковской галереей, где в 1898—1913 годах пользовался преимущественным правом на изготовление фотографий. По особой договорённости с дирекцией в здании галереи он имел комнату-магазин для продажи по контракту фотографий её экспонатов; к 1900 году его фотоателье завершило съёмку экспозиции всех залов музея.
Также ателье Фишера регулярно выполняло заказы Императорского Московского археологического общества (ИМАО) по съёмке археологических и реставрационных работ. Несмотря на такое сотрудничество, единственным мастером, удостоенным звания фотографа ИМАО остался И. Ф. Барщевский.
С началом Первой Мировой войны Фишер пытался получить вместо прусского российское гражданство, но безрезультатно. Ателье Фишера просуществовало более двадцати лет и было закрыто в 1915 году. По некоторым данным в 1915 году его ателье в Москве разгромили черносотенцы.

## Издания К. А. Фишера
Деятельность К. А. Фишера как издателя каталогов, открыток, альбомов фотографий очень обширна и содержит много новаторства. С 1890-х годов в журналах «Нива», «Всемирная иллюстрация», а также в фотоальбомах публиковались хроникальные снимки московских событий, выполненные Фишером и его фотографами. Среди них можно отметить ежегодные войсковые парады, открытие памятника императору Александру III и другие исторические события того времени. Тогда же появились бланки открытых писем с видами городов России, архитектурных памятников, театральных спектаклей, портреты выдающихся деятелей России. Фишер издавал фотоработы не только своего ателье, но и других авторов, среди которых были А. О. Карелин, М. П. Дмитриев, С. А. Толстая, В. Г. Чертков.
Карл Фишер первым в России начал выпускать фототипные издания каталогов и альбомов экспозиций музеев и периодических художественных выставок. Среди прочих изданий можно отметить альбом «25-летие Товарищества передвижников. 1872—1897» (1899), «Каталог художественных произведений Городской галереи П. и С. Третьяковых» (1899), «Иллюстрированный каталог картинной галереи Московского публичного и Румянцевского музея».
После смерти Л. Н. Толстого в 1910 году фотограф по инициативе и при содействии вдовы писателя — Софьи Андреевны — издал несколько памятных альбомов фототипий, в которых были собраны почти все прижизненные снимки писателя, портреты его родных и знакомых.
Для массового потребителя Фишер предлагал огромное количество открыток с видами московских улиц, храмов, соборов и других достопримечательностей. Для театралов им печатались открытки с портретами артистов императорских театров и сценами из спектаклей.

## Галерея

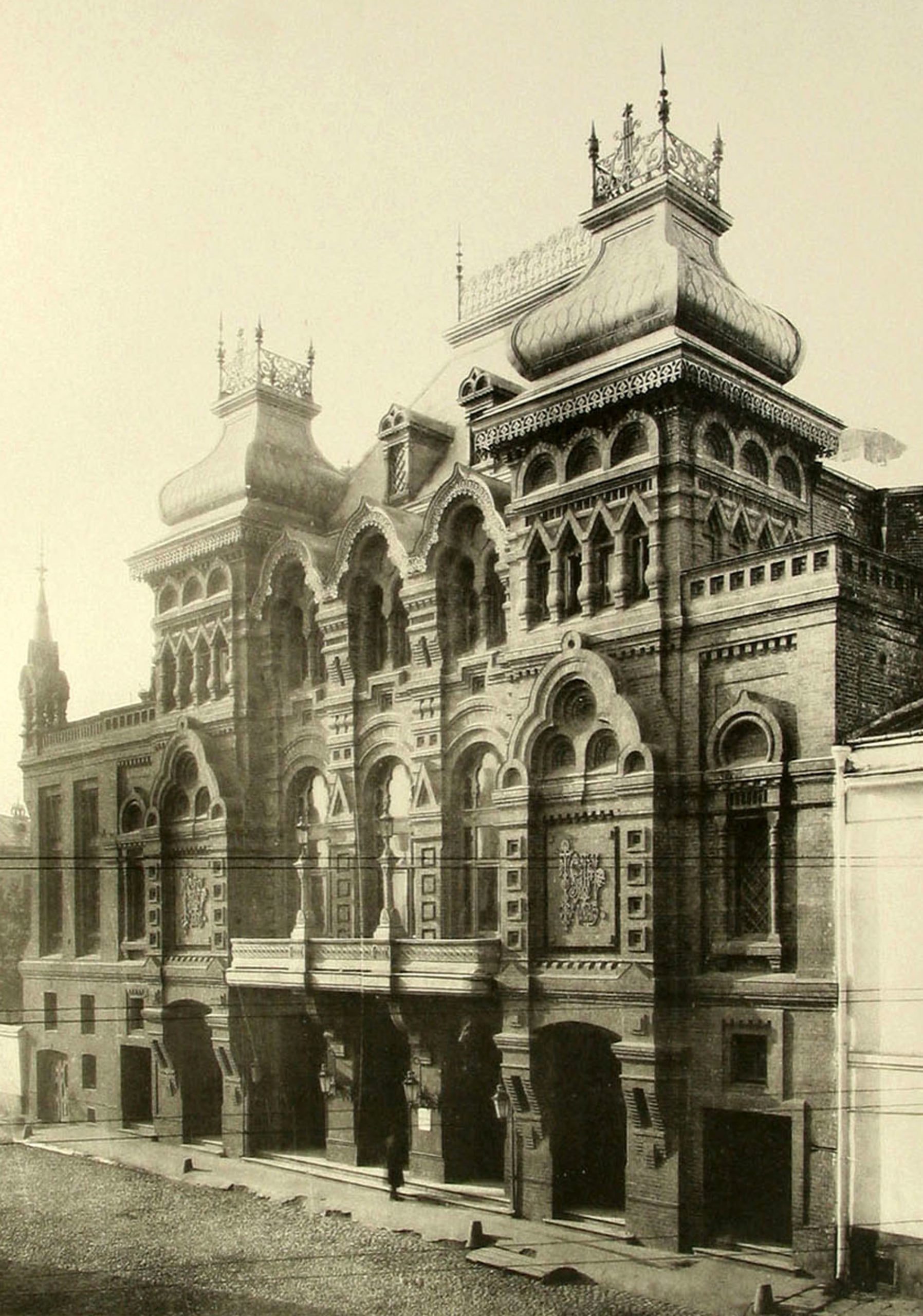
Здание театра Парадиз
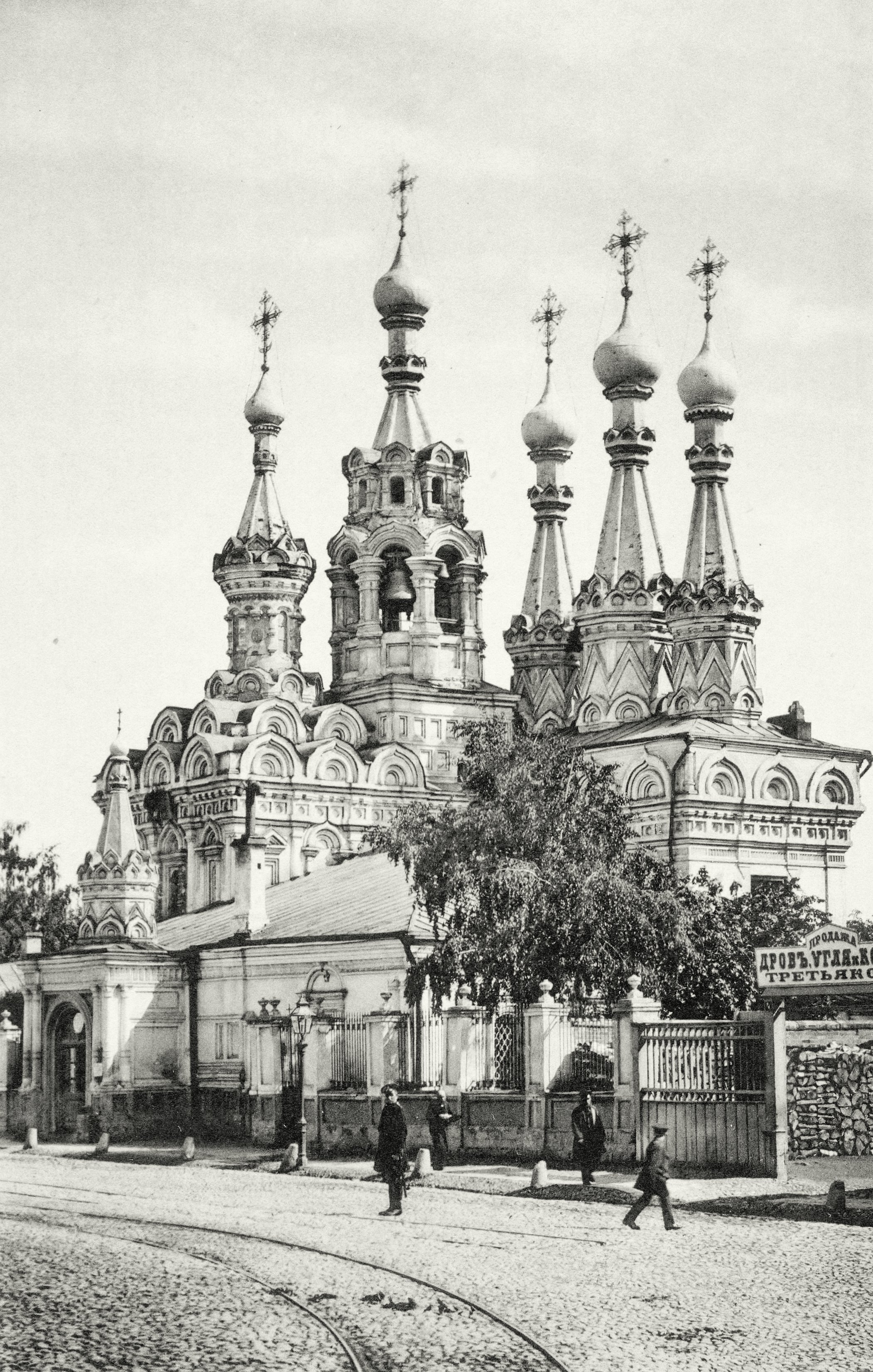
Церковь Рождества Богородицы в Путинках
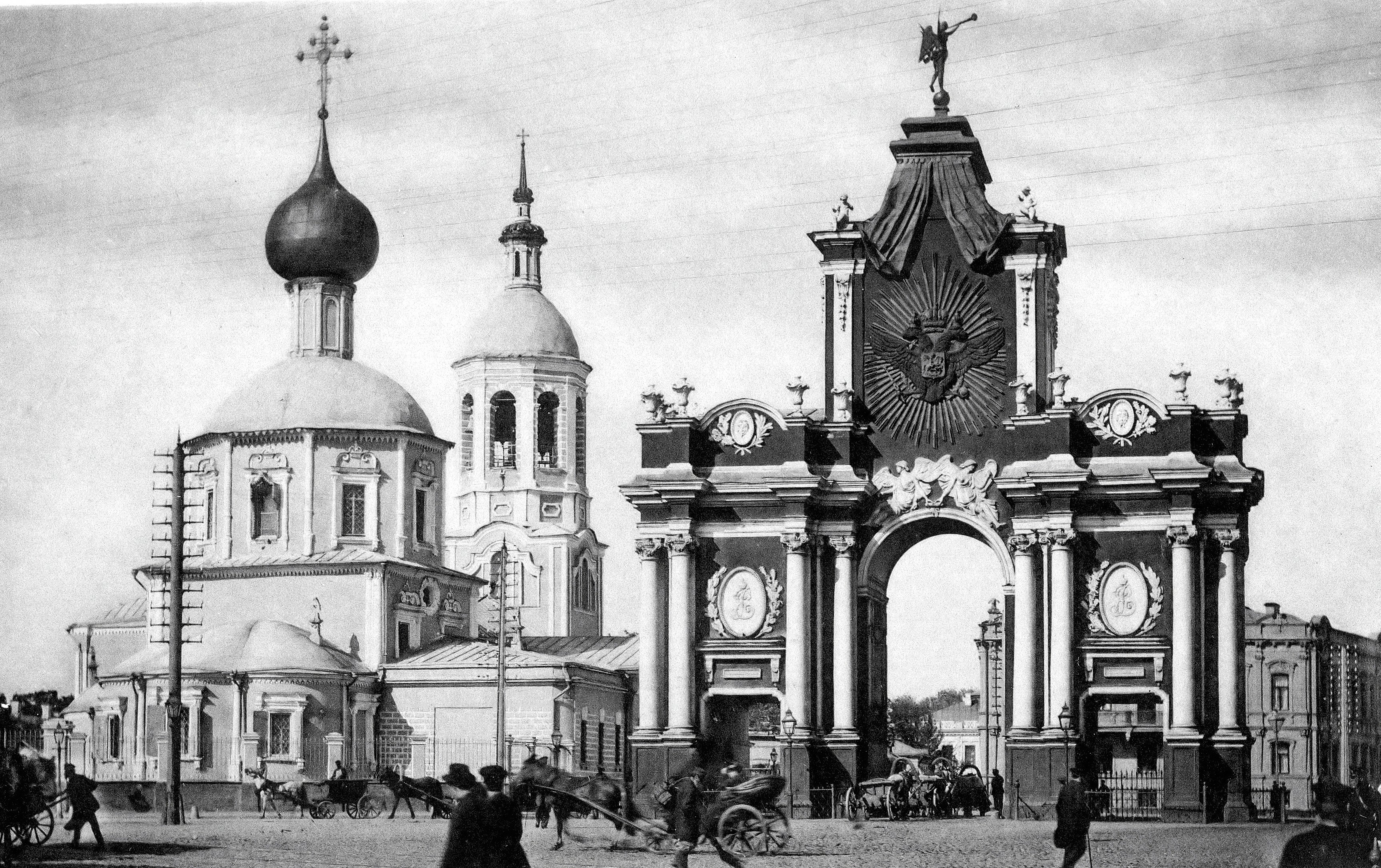
Красные ворота и церковь Трёх Святителей в Огородниках
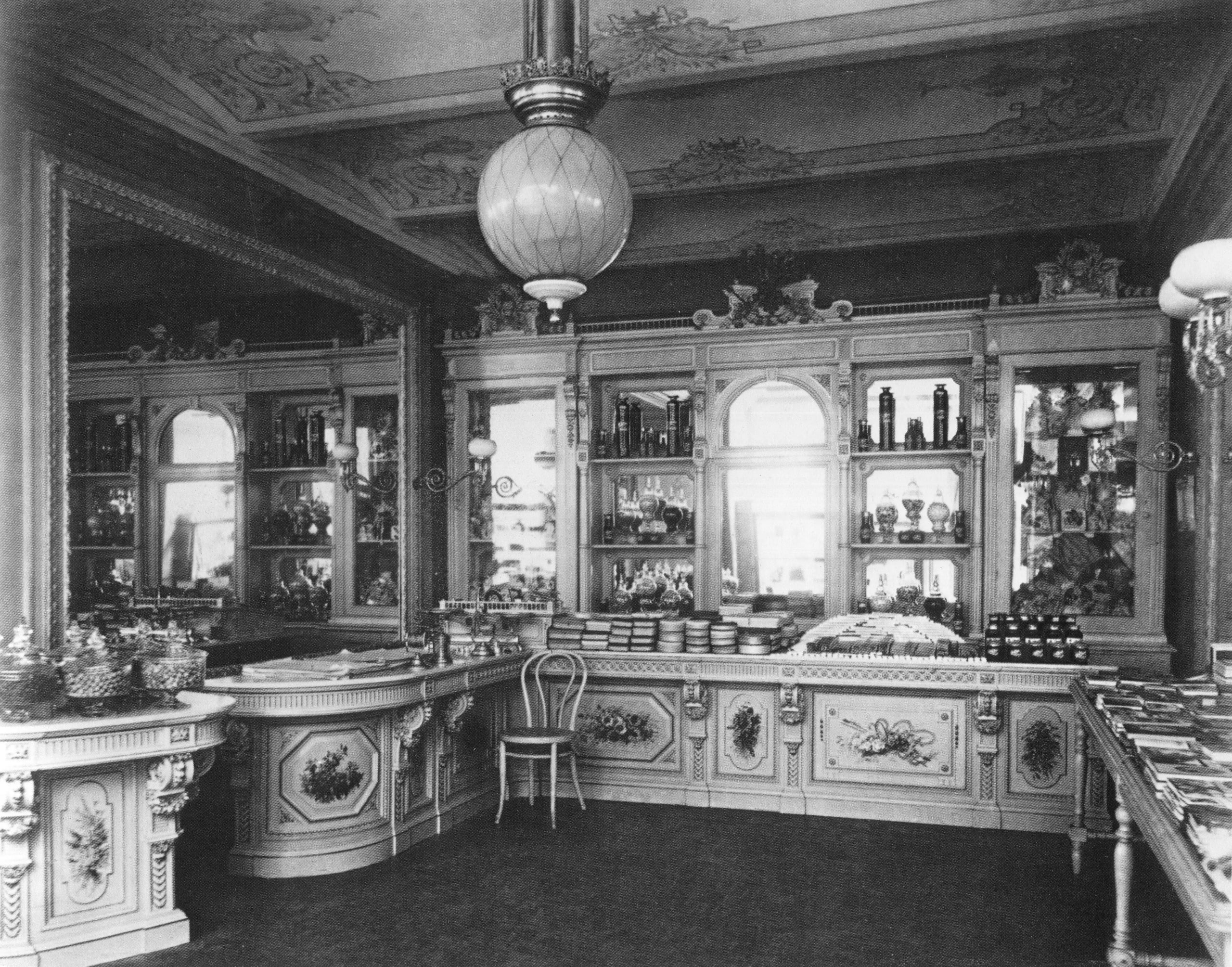
Розничный магазин Товарищества Абрикосовых
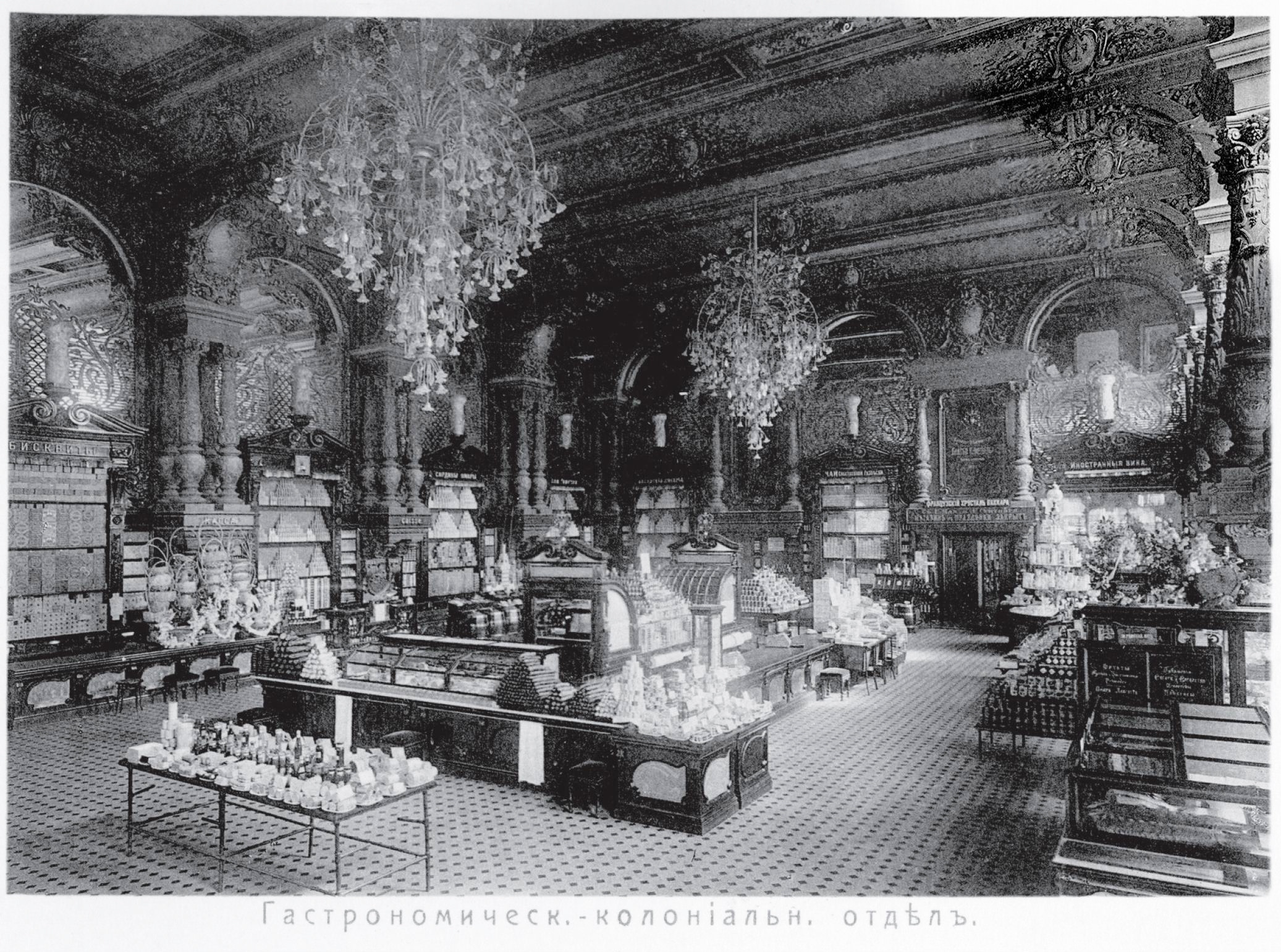
Колониально-гастрономический отдел Торгового дома «Братья Елисеевы»